# Macintosh classici

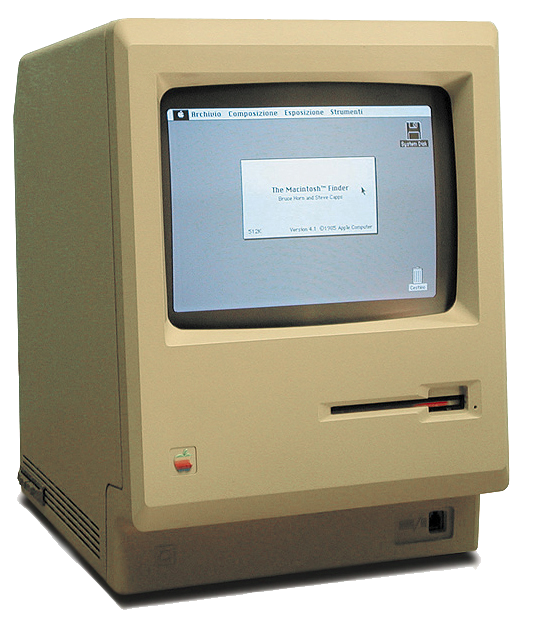
Il Macintosh 128K, da cui sono derivati diversi modelli successivi venduti da Apple.

Con la definizione di Macintosh Classici si indicano normalmente i personal computer prodotti dalla Apple Inc. di tipo all-in-one basati sulle CPU Motorola 68000 e 68030. Sono compresi il Macintosh 128K del 1984, capostipite della famiglia, e tutti i computer basati sul suo case compatto, l'ultimo dei quali è il Macintosh Color Classic II del 1993. Ne fanno parte anche il Macintosh Classic e le sue 3 evoluzioni, che altro non sono che aggiornamenti del Macintosh Plus venduti a prezzi più bassi rispetto all'originale modello, che costituiscono la serie Classic. La famiglia non è ufficialmente definita da Apple, che ha iniziato a raggruppare i computer solo in seguito.

## Storia
Il primo Macintosh 128K fu un prodotto rivoluzionario, capace di cambiare per sempre il mondo dei computer grazie alla sua interfaccia grafica. In realtà non era stato il primo computer con interfaccia grafica ad essere messo in commercio: il primo in assoluto fu lo Xerox Star, ma il suo prezzo elevato lo rese un prodotto poco ricercato; il secondo a debuttare sul mercato fu l'Apple Lisa, il primo computer di Apple dotato di un'interfaccia grafica, ma anche in questo caso il computer risultò un fallimento commerciale per via del suo prezzo eccessivo (10.000 dollari).
Invece, il progetto Macintosh era partito come computer a basso costo: all'inizio si parlava addirittura di un computer da 500 dollari, ma durante lo sviluppo, le continue modifiche all'hardware e la lunga gestazione, portarono al prezzo finale di 2.495 dollari, certamente non basso, ma comunque alla portata di molte più persone rispetto ai due computer con interfaccia grafica che lo avevano preceduto. Il primo Macintosh si fece subito notare nel mondo dell'informatica per le sue caratteristiche, ma la scarsa memoria fornita (128 KB) gli impedì di diventare un vero prodotto di successo. La sua evoluzione dotata di 512 KB riuscì, invece, ad andare meglio: finalmente il computer era usabile e non limitato come il suo predecessore. Anche se non fu il successo commerciale che Apple sperava, il Macintosh 128K vendette bene, nonostante i suoi limiti (poca memoria, nessun disco rigido, un piccolo monitor monocromatico da 9" e nessuna possibilità di espansione), distinguendosi per la peculiarità della sua interfaccia grafica, che rese l'uso del computer facile e alla portata di tutti. Ogni successiva versione fu prodotta con l'intento di migliorare i limiti del precedente modello. Questa serie è il primo esempio di una strategia aziendale che Apple userà anche in seguito e che vedrà l'apoteosi con la famiglia di computer Performa, una linea composta principalmente da computer venduti con nomi differenti e con poche differenze fra un modello e l'altro: l'idea di presentare vecchi modelli rivisitandoli per ridurne il prezzo non è brutta, ma se viene usata eccessivamente genera confusione nel mercato che si trova con decine di modelli che conducono a computer tutti uguali.

## Elenco dei modelli
Elenco dei modelli generalmente considerati parte della famiglia dei Macintosh Classici:
- Basati sulla CPU Motorola 68000:
  - Macintosh
  - Macintosh 512K
  - Macintosh 512Ke
  - Macintosh ED
  - Macintosh XL
  - Macintosh Plus
  - Macintosh Plus ED
  - Macintosh SE
  - Macintosh SE FDHD
  - Macintosh Classic
- Basati sulla CPU Motorola 68030:
  - Macintosh Classic II
  - Macintosh Color Classic
  - Macintosh Color Classic II
  - Macintosh SE/30